# Perec (Hron)
Perec je slovenský vodní kanál napájený z řeky Hron, který v minulosti sloužil jako zdroj energie pro početné vodní mlýny. Nyní je využíván pro pohon dvou malých vodních elektráren. Jedna se nachází v Levicích a druhá v Mýtných Ludanech. Měří celkem 53,5 kilometrů, je tokem III. řádu, průměrná lesnatost jeho povodí dosahuje zhruba 10 %. Protéká východní částí Podunajské pahorkatiny.

## Opis toku
Vodní tok začíná u hatě u obce Veľké Kozmálovce, která odvádí část vody z koryta Hronu (z vodní nádrže Veľké Kozmálovce). Zprvu teče na jih souběžně s korytem Hronu na západě, u obce Starý Tekov se stáčí na jihojihovýchod a teče okrajem obce, koryto křižuje Starotekovský kanál a pokračuje přes obec Hronské Kľačany. Odtud teče na jihovýchod k Levicím, kde se v prostoru pod Levickým hradem křižuje s Podlužiankou, esovitě se ohýbá a protéká městem směrem na jih. Jižně od města obtéká Levické rybníky na pravém břehu, opět mění směr toku na jihovýchod, obtéká obec Mýtne Ludany a křižuje se s korytem dalšího vodního toku, se Sikenicí. V blízkosti obce Hontianska Vrbica se stáčí více na jihojihovýchod, zprava se odděluje Kukučínovský kanál, následně obtéká obec Zbrojníky i osadu Malý Pesek, kde mění směr toku na jih. Potom protéká obcí Sikenica, zprava přibírá Kukučínovský kanál a vzápětí opět zprava Kompu. Severně od obce Šalov se zprava odděluje Hornoperecký kanál a Perec postupně obtéká obce Šalov, Malé Ludince a Zalaba na levém břehu. Pod Zalabou se stáčí na jihozápad, zprava přibírá bezejmenný vodní tok přitékající z katastrálního území obce Malé Ludince a obtéká obec Sikenička opět na levém břehu. Západně od této obce se odděluje pravostranný Dolnoperecký kanál a hlavní tok pak pokračuje na jih u obce Pavlová na levém břehu a nakonec se východně od obce Kamenín opět spojuje s vodou řeky Hron.

## Obce
Perec postupně protéká katastrálními územími těchto slovenských obcí:
- Veľké Kozmálovce
- Starý Tekov
- Hronské Kľačany
- Levice
- Mýtne Ludany
- Hontianska Vrbica
- Zbrojníky
- Kukučínov (miestna časť Malý Pesek)
- Sikenica (místní části Veľký Pesek a Trhyňa)
- Šalov
- Malé Ludince
- Zalaba
- Sikenička
- Pavlová
- Kamenín